# San Cristóbal de la Cuesta
San Cristóbal de la Cuesta è un comune spagnolo di 389 abitanti situato nella comunità autonoma di Castiglia e León.